# Бернсайд (Пенсільванія)
Бернсайд (англ. Burnside) — місто (англ. borough) в США, в окрузі Клірфілд штату Пенсільванія. Населення — 188 осіб (2020).

## Географія
Бернсайд розташований за координатами 40°48′44″ пн. ш. 78°47′53″ зх. д. / 40.81222° пн. ш. 78.79806° зх. д. (40.812319, -78.798097).  За даними Бюро перепису населення США в 2010 році місто мало площу 4,49 км², з яких 4,35 км² — суходіл та 0,14 км² — водойми.

## Демографія
Згідно з переписом 2010 року, у селищі мешкали 234 особи в 90 домогосподарствах у складі 65 родин. Густота населення становила 52 особи/км².  Було 107 помешкань (24/км²).
Расовий склад населення:
| - 100,0 % — білих |

До двох чи більше рас належало 0,0 %. Частка іспаномовних становила 0,4 % від усіх жителів.
За віковим діапазоном населення розподілялося таким чином: 22,2 % — особи молодші 18 років, 61,6 % — особи у віці 18—64 років, 16,2 % — особи у віці 65 років та старші. Медіана віку мешканця становила 42,0 року. На 100 осіб жіночої статі у селищі припадало 122,9 чоловіків;  на 100 жінок у віці від 18 років та старших — 119,3 чоловіків також старших 18 років.
Середній дохід на одне домашнє господарство  становив 47 005 доларів США (медіана — 38 958), а середній дохід на одну сім'ю — 51 045 доларів (медіана — 39 167). За межею бідності перебувало 18,1 % осіб, у тому числі 40,0 % дітей у віці до 18 років та 9,5 % осіб у віці 65 років та старших.
Цивільне працевлаштоване населення становило 89 осіб. Основні галузі зайнятості: транспорт — 20,2 %, освіта, охорона здоров'я та соціальна допомога — 20,2 %, будівництво — 19,1 %.